# Danny McBride
Daniel "Danny" R. McBride (født 29. december 1976) er en amerikansk skuespiller, manuskriptforfatter og producer kendt for komiske roller i bl.a. The Heartbreak Kid (2007) og Pineapple Express (2008).

## Filmografi i udvalg
- Hot Rod (2007)
- The Heartbreak Kid (2007)
- Superbad (2007)
- Drillbit Taylor (2008)
- Pineapple Express (2008)
- Tropic Thunder (2008)
- Fanboys (2009)
- Observe and Report (2009)
- Land of the Lost (2009)
- Up in the Air (2009)
- Alien: Covenant (2017)